# Gaultheria poeppigii
Gaultheria poeppigii är en ljungväxtart som beskrevs av Dc. Gaultheria poeppigii ingår i släktet Gaultheria och familjen ljungväxter.

## Underarter
Arten delas in i följande underarter:
- G. p. linifolia
- G. p. nana